# Max Julen
Max Julen, född 1961, är en schweizisk före detta alpin skidåkare och olympisk guldmedaljör vid OS 1984. Julen vann bara en gång i världscupen och noterade sammanlagt elva pallplaceringar.